# Miria di San Servolo
Miria di San Servolo, nome d'arte di Maria Petacci (Roma, 31 maggio 1923 – Roma, 25 maggio 1991), è stata un'attrice e costumista italiana.
Attrice attiva nel ventennio fascista, conosciuta anche coi nomi di Miriam Day, Miryam Petacci, Miryam Di San Servolo. Era la sorella minore di Clara Petacci e del chirurgo Marcello Petacci. Dopo la caduta del fascismo proseguirà la carriera cinematografica in Spagna.

## Biografia
Apparve per la prima volta come protagonista al cinema nel film Le vie del cuore (1942) di Camillo Mastrocinque, basato sulla commedia Cause ed effetti di Paolo Ferrari. Esordì nel 1942 al Festival del cinema di Venezia, provocando l'ilarità generale quando il pubblico lesse sullo schermo il suo pseudonimo (a Venezia, San Servolo era il manicomio). Successivamente recitò, in qualità di protagonista, nella pellicola L'amico delle donne (1942) di Ferdinando Maria Poggioli.
A causa della caduta del fascismo e degli eventi che seguirono, i successivi film italiani dell'attrice non ebbero grosso riscontro: L'invasore (1943) di Nino Giannini, supervisionato da Roberto Rossellini, ebbe una limitata uscita solo nel 1949, nonostante fosse stato girato e ultimato nel 1944. Il film fiabesco Sogno d'amore (1943) di Ferdinando Maria Poggioli rimase invece incompiuto a causa della caduta del regime.
Emigrata in Spagna poco prima del crollo del fascismo, continuò il mestiere di attrice col nome d'arte di Miriam Day e girando, in pieno periodo franchista, ben nove pellicole mai giunte in Italia. Unica eccezione fu il film Quattro donne nella notte (1954), co-produzione italo-francese di Henri Decoin ove, tra l'altro, l'attrice è accreditata col suo vero cognome come Miryam Petacci, co-produzione minoritaria per l'Italia che fu distribuita nei cinema italiani sul finire del 1954.
Collaborò come costumista in alcuni lavori teatrali e nel film Brevi amori a Palma di Majorca (1959), mentre nel 1984 prese parte nel ruolo di sé stessa al film Claretta di Pasquale Squitieri con protagonista Claudia Cardinale. Anche in questo caso fu accreditata come Miryam Petacci. Sarà la sua ultima apparizione cinematografica.
Morì nel 1991 all'età di 67 anni, dopo lunga malattia all'ospedale Sant'Eugenio di Roma e in precarie condizioni economiche.
È sepolta nella tomba di famiglia nel cimitero del Verano.

## Filmografia
- Le vie del cuore, regia di Camillo Mastrocinque (1942)
- L'amico delle donne, regia di Ferdinando Maria Poggioli (1942)
- L'invasore, regia di Nino Giannini (1943)
- Sogno d'amore, regia di Ferdinando Maria Poggioli (1943) - incompiuto
- El emigrado, regia di Ramon Torrado (1946)
- Lluvia de hijos, regia di Fenando Delgado (1947)
- Confidencia, regia di Jeronimo Mihura (1948)
- Doña María la brava, regia di Luis Marquina (1948)
- Cita con mi viejo corazòn, regia di Ferruccio Cerio (1949)
- Tempestad en el alma, regia di Juan de Orduña (1950)
- Flor de lago, regia di Mariano Pombo (1950)
- Vendaval, regia di Juan de Orduña (1950)
- Torturados, regia di Antonio Mas Guindal (1952)
- Quattro donne nella notte, regia di Henri Decoin (1954)
- Claretta, regia di Pasquale Squitieri (1984)

## Doppiatrici italiane
- Nella Maria Bonora ne L'invasore
- Andreina Pagnani in Quattro donne nella notte